# Nicolás Carvacho
Nicolás Eduardo Carvacho Bibb (Nashville, 24 gennaio 1997) è un cestista cileno con cittadinanza statunitense.

## Palmarès
- Coppa di Bulgaria: 1

Rilski Sportist: 2021
- Alpe Adria Cup: 1

Dąbrowa Górnicza: 2023-2024